# فلويد سي. باغلي
فلويد سي. باغلي هو سياسي أمريكي، ولد في 20 مارس 1922 في غاردينر في الولايات المتحدة، وتوفي في 5 ديسمبر 2002 في فريدريكسبيورغ في الولايات المتحدة. نشط حزبياً في الحزب الديمقراطي. وقد انتخب عضو مجلس نواب فرجينيا ‏.